# Оборона Говтви (1638)
Оборона Говтви (1638) — одна з битв Повстання Острянина

## Підготовка до Оборони
Полковник Стефан Потоцький, який замішав на той час польного гетьмана, одержав звістку про початок повстання від реєстрових. Він мав намір зустріти Острянина до вступу козаків У густонаселені райони Подніпров'я. Проте цим планам не судилося збутися. Повстанці швидко підійшли до Кременчука, Максимівки, Пиви, Чигирин-Діброви. При підтримці місцевого населення вони розгромили шляхетські гарнізони і зайняли переправи через Дніпро. Впевнившись у міцності тилів, Я. Острянин рушив У глиб Лівобережжя на Хорол, а потім зайняв Омельник. Незважаючи на перші успіхи, повстанці вирішили зупинитися в Говтві дочекатися підкріплення. Місто розташовувалось у межиріччі Псла і Говтви і було оточене лісами та болотами, що сприяло організації оборони. Повстанці укріпили міський замок, насипали високий земляний вал між берегами річок. У щоденнику Окольського міститься досить цікаве уточнення організації оборони:
На валах розставили тисячі людей, кілька сот було розміщено для охорони воріт та веж, а у передовому шанці — артилерію, крім того, на височинах розмістили чаклунів і чарівниць, щоб вони мали змогу здійснювати заклинання над порохом, гарматами, повітрям і вогнем».— [джерело?]

## Перебіг подій
В другій половині квітня коронне військо на чолі з С. Потоцьким вирушило з Лубен через Хорол до Говтви. Звівши земляний вал проти окопів повстанців, карателі зробили спроби силами німецької піхоти і реєстрових козаків оволодіти мостом через Псел проти головних воріт міста, але були зупинені шквальним артилерійським вогнем. У цей час загін запорожців зайшов до них у тил, перегородивши завалами з колод шлях до відступу Кавалерія С. Потоцького, опинившись у пастці, не змогла атакувати, тому піхота відійшла від замкових стін і розпочала зводити укріплення з протилежного боку. Наступного дня перевага козаків стала очевидною, і коронне військо, втративши близько 3 тис. чоловік, почало тікати в напрямку Лубен.
Однією з причин невдалого початку експедиції Ш. Окольський називав недооцінку сил повстанців, на яких дивилися як на пастухів і робітників, а тим часом, підкреслював військовий капелан:
серед них знайшлися б достойні називатися рівними по хоробрості Цінціннату, який від плуга був закликаний у диктатори, чи Фемістоклу».— [джерело?]